# Installation d'extinction automatique à gaz
 (août 2019).
Si vous disposez d'ouvrages ou d'articles de référence ou si vous connaissez des sites web de qualité traitant du thème abordé ici, merci de compléter l'article en donnant les références utiles à sa vérifiabilité et en les liant à la section « Notes et références ».
Une installation d'extinction automatique à gaz (IEAG ou IFEA à gaz) est un système fixe qui permet de détecter l'éclosion d'un incendie et de l'éteindre par l'apport de gaz neutres ou d'inhibiteurs dans un délai bref.

## Lieux d'utilisation
- salles informatiques, centres de stockage de données, centraux téléphoniques[1] ;
- musées, bibliothèques ;
- bateaux, sous-marins, avions.

Une IEAG se trouve surtout dans les locaux présentant un risque d'incendie important, renfermant du matériel de grande valeur ou dans lesquels l'eau ne peut pas être utilisée.

## Principe général d'extinction
Il s'agit de s'attaquer à un des éléments du triangle du feu. Qu'ils protègent un local fermé ou un point ouvert, les gaz extincteurs agissent selon trois principes : l'étouffement, l'inhibition ou le refroidissement (ex 3M Novec™ 1230 ou FK-5-1-12).

### Étouffement
La plupart des combustions utilisent le dioxygène présent à 21 % dans l'air. L'apport de gaz remplace une partie de l'atmosphère. Le taux de dioxygène baisse par dilution. Un taux réduit à moins de 15 % d'oxygène pendant plusieurs dizaines de minutes (généralement entre 12 et 14%) permet d'éteindre un début d'incendie (certaines situations particulières nécessitent un taux inférieur).

### Inhibition
Les gaz inhibiteurs interrompent la réaction chimique de la combustion. Ils agissent en se combinant avec les radicaux libres produits par la combustion.

## Description et fonctionnement

### Détection
Selon les règles APSAD (R7 et R13) le lâcher de gaz doit être consécutif à une action manuelle (déclencheur manuel double action) ou sur double détection en automatique (confirmation de la détection incendie par deux détecteurs de technologie différente).
Avec ou sans fil (le sans fil n'est pas reconnu partout ex : France où il ne fait pour l'instant l'objet que d'une norme expérimentale). 
Les types de détecteurs les plus employés :
- Détecteur ionique, l'ensemble des fabricants a abandonné sa fabrication pour respecter l'interdiction de fabriquer et commercialiser ce type de détecteur à cause de la source radioactive employée (interdiction en vigueur depuis le 31 décembre 2017) ;
- Détecteur optique de fumée ;
- Détecteur thermostatique, déclenchement à une température fixe de 68 °C en général ;
- Détecteur thermovélocimétrique, sensible à une vitesse d'élévation de température de 10 °C/min ;
- Détecteur de flamme UV (Ultra violet) ou IR (Infra Rouge) ;

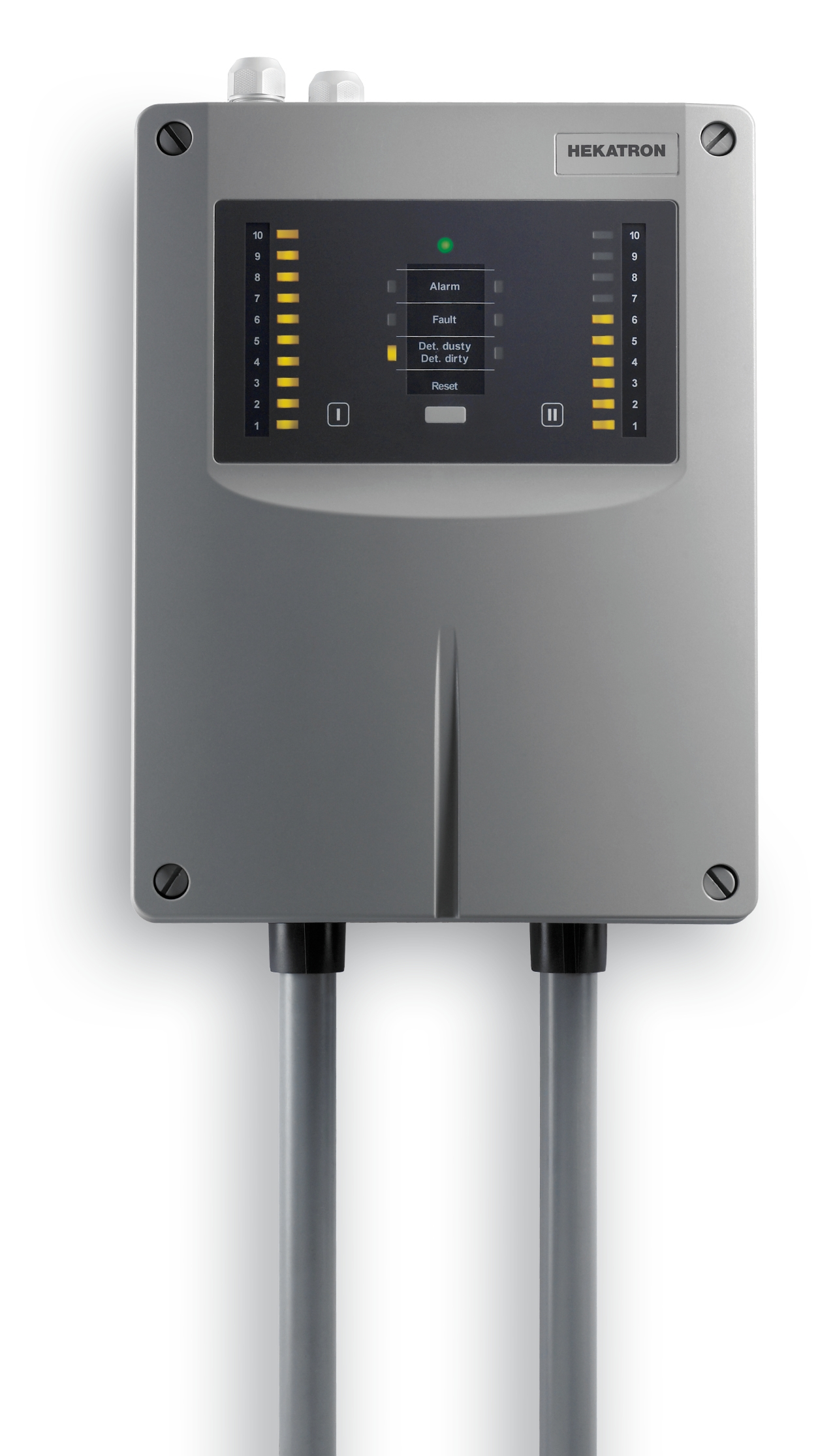
Détecteur de fumée par aspiration ou multiponctuel.

- Détecteur par aspiration ou multiponctuel, réseau de prélèvement en général en PVC raccordé à un électro-aspirateur qui fait passer l'air dans une chambre d'analyse.

### Commande
- stockage du gaz en bouteille haute pression ou en citerne basse pression ;
- électrovanne ou "détonateur/percuteur".

### Stockage du gaz
- fixation solide des bouteilles, canalisations et diffuseurs.

### Diffusion
Les diffuseurs sont implantés de manière à ne pas disperser le combustible et ne pas causer de dommage au matériel. Il faut que l'implantation des diffuseurs permette une répartition homogène du gaz. La portée maximum des diffuseurs est de 5 mètres.

### Signalisation
- alarme sonore et visuelle ;
- panneau "évacuation immédiate";
- panneau "ne pas entrer" ;
- panneau à l'extérieur de la zone protégée indiquant le gaz utilisé.

### Mesures constructives
- étanchéité à l'air ;
- évent de surpression ;
- clapet coupe-feu ;
- extraction [pas clair] ;
- réducteur de pression ;
- règle R13 de la certification APSAD ;
- à relier à la GTC (Gestion Technique Centralisée) du bâtiment.

### Maintenance
- Test de perméabilité ;
- Test d'infiltrométrie ;
- réépreuve.

## Types de gaz

### Gaz inertes
- IG-01 : argon ;
- IG-100 : diazote ;
- IG-55 (Argonite) : mélange de deux gaz (50 % d'argon et 50 % de diazote) ;
- IG-541 (Inergen) : mélange des deux précédents gaz et de CO2 (52 % de diazote, 40 % d'argon et 8 % de CO2) ;

### Gaz inhibiteurs
- Halon 1211 ;
- Halon 1301 ;
- HFC-125 ;
- HFC-227ea (FM 200) ;
- HFC 23 (FE-13) ;
- Novec(tm) 1230 ou FK-5-1-12 / Système Sapphire de Tyco.

## Calculs des volumes
pour le CO2, la quantité de base Q est calculée comme suit :
Q = KB (0,2 A + 0,75 V)
Q = quantité de base de CO2 en kg ;
KB = facteur à imputer à la matière à protéger supérieur ou égal à 1 (d'après APSAD règle R13) ;
A = AV + 30 A0 (A = variable relative aux surfaces) ;
V = VV + 4 VZ - VG (V = variable relative aux volumes).